# Lemmensinstituut
Het Lemmensinstituut en LUCA Campus Lemmens in de Belgische stad Leuven zijn onderwijsinstellingen voor respectievelijk kunstsecundair onderwijs en hoger kunstonderwijs (LUCA School of Arts) voor muziek, drama, dans en tot het jaar 2026 ook nog circus. Ze zijn juridisch en organisatorisch autonoom, maar delen vanuit eenzelfde historische achtergrond een campus met diverse concertzalen en voorstellingsruimtes die onderdak bieden aan onder meer een rijk klavierinstrumentarium.

## Geschiedenis

### Mechelen
In 1879 werd onder impuls van de Belgische bisschoppen in Mechelen het Mechels instituut voor religieuze muziek opgericht. In de zetel van het aartsbisdom bestond toen ook al een orgelschool. Jacques-Nicolas Lemmens, leraar orgel aan het Brusselse conservatorium, werd directeur en richtte zich helemaal op de vorming van uitvoerende musici en componisten van religieuze en kerkmuziek. Met een curriculum dat al na enkele jaren bestond uit orgel, begeleiding, harmonie, schriftuur, zang, koordirectie en gregoriaans ontstond een uniek vakkenpakket dat de basis vormde voor de latere ontwikkeling van een school in het hoger kunstonderwijs.
In 1881 werd de overleden Lemmens opgevolgd door pianist-componist Edgar Tinel die de school binnen de contouren van haar missie professionaliseerde. Aloys Desmet (vanaf 1909), Jules Van Nuffel (vanaf 1918) en Jules Vyverman (vanaf 1952) bouwden de grondidee van samenzang en koor als basis van een, in een geest van gemeenschap gedeelde, muzikale creativiteit verder uit. 
Vanaf 1962 zorgde directeur Jozef Joris voor de ontwikkeling van een kader dat inhoudelijk aansluiting zocht bij de structuur van de Duitse Musikhochschulen. Tegelijkertijd gaf hij de uitgereikte diploma's een wettelijke basis door ook de leergangen van de Koninklijke Conservatoria in te richten. De praktische uitwerking van het studiecurriculum spiegelde hij aan het Angelsaksische campusmodel. Die combinatie van een voltijds lessenpakket in een geest van samen studeren op een campus, gemodelleerd naar een muzikaal "university college", bleek innoverend en onweerstaanbaar. 

### Verhuis naar Leuven
In 1968 werd de Mechelse biotoop te klein en verhuisde de hogeschool naar de huidige locatie in Leuven. De school nam intrek in het voormalige klooster van de Leuvense cellenbroeders, die eind 19e eeuw een klooster bouwden aan de Brusselsepoort en de Herestraat. Aanvankelijk deelde het instituut de campus met het Johannes XXIII-seminarie, maar omwille van het stijgende aantal studenten aan het Lemmensinstituut moest de priesteropleiding uitwijken naar een nieuw gebouw. Directeur Joris zag toekomst in een educatieve musicus die zich dankzij een brede muzikale en academische basis kon toeleggen op een carrière als muziekpedagoog. Hij ging resoluut voor het profiel van een musicus die niet hoefde uit te blinken als vocaal of instrumentaal virtuoos om toch een even professioneel onderbouwde, vooraanstaande en relevante rol op te kunnen nemen in het socio-culturele werkveld. 

### Secundair onderwijs
In 1971 startte directeur Joris op dezelfde campus van het hoger onderwijs de eerste wettelijk erkende muziekhumaniora van België. Deze secundaire afdeling was uniek voor die tijd in de combinatie van algemene vorming met een doorgedreven individuele muzikale opleiding. Mettertijd groeide deze afdeling uit tot een aparte school voor kunstsecundair onderwijs met naast muziek ook woordkunst-drama. Karel De Wolf was directeur tot hij na zijn plotse overlijden in februari 2011 werd opgevolgd door voormalig docent saxofoon Tom De Haes. Huidig directeur van het KSO Lemmens is Katrien De Groot.

### Hoger onderwijs
Tussen 1989 en 2005 was Paul Schollaert directeur. Naast de traditionele afdeling instrument en zang startte hij een volwaardige jazzopleiding. Binnen de afdeling muziektheorie-schriftuur lanceerde hij naast directie, compositie en muziekpedagogie een opleiding muziektherapie, die het profiel van een volwaardig musicus koppelt aan dat van een therapeut. Schollaert startte op dezelfde campus ook een opleiding drama, die zich aanvankelijk richtte op voordracht en woordkunst maar zich vrij snel ontpopte tot een volwaardige dramaopleiding met focus op spel en creatie.
Onder impuls van het Decreet betreffende de Hogescholen in de Vlaamse Gemeenschap (1994) werd het hoger onderwijs van het Lemmensinstituut in 1995 samen met zeven andere instellingen ondergebracht bij de Hogeschool voor Wetenschap en Kunst. In 2012 fuseerde deze cluster van (kunst)hogescholen van de Associatie KU Leuven samen met de Hogeschool Sint-Lukas tot LUCA School of Arts.
Binnen de muziekopleiding zijn er afstudeerrichtingen instrument (viool, blazers, piano, orgel e.a.) zang, jazz, compositie en directie. Enig in Vlaanderen en internationaal gerenommeerd is de master muziektherapie, waarvoor intens wordt samengewerkt met de Faculteit Psychologie en Pedagogische Wetenschappen en het Universitair Psychiatrisch Centrum in Kortenberg van de Katholieke Universiteit Leuven. Ook uniek in Vlaanderen is de afstudeerrichting muziekpedagogiek. Zoals voor het gewone onderwijs een pedagoog het onderwijssysteem onderzoekt en verbetert, doet een muziekpedagoog dat voor het muziekonderwijs.